# Прооксидант
Прооксиданты — это химические вещества, вызывающие окислительный стресс посредством генерации активных форм кислорода, либо путем блокировки антиоксидантных систем. Окислительный стресс, индуцированный этими веществами, наносит ущерб клеткам и тканям. Например, передозировка парацетамолом (анальгетик, другое название ацетаминофен) может необратимо повредить печень отчасти из-за возникновения активных форм кислорода.
Некоторые вещества могут проявлять себя и как антиоксиданты, и как прооксиданты в зависимости от условий. К числу наиболее важных из этих условий относятся концентрация химического вещества и наличие кислорода или переходных металлов. Предпочтительная с точки зрения термодинамики реакция восстановления молекулярного кислорода или пероксида до супероксида или гидроксильного радикала соответственно является спин-запрещенной. Это сильно снижает скорость данных реакций, предоставляя аэробной форме жизни возможность существования. Восстановление кислорода обычно влечет за собой либо первичное образование синглетного кислорода, либо спин-орбитальное взаимодействие через восстановление переходного металла, например марганца, железа или меди. Восстановленный металл далее переносит одиночный электрон на молекулярный кислород или пероксид.

## Металлы
Переходные металлы могут выступать в качестве прооксидантов. Например, отравление марганцем («манганизм») – это классическое «прооксидантное» заболевание. Гемохроматоз - еще одно нарушение, связанное с хронически повышенным содержанием прооксидантного переходного металла, в данном случае железа. По аналогии с ними болезнь Вильсона обусловлена накапливанием в тканях меди. Эти синдромы обычно объединены общей симптоматикой. Таким образом, симптомы могут быть признаками (например) гемохроматоза или «бронзового диабета». Прооксидантный гербицид паракват, болезнь Вильсона и содержание железа в полосатом теле (стриатуме) соотносят с развитием паркенсонизма у человека. Паракват также вызывает симптомы паркенсонизма у грызунов.

## Фиброз
Фиброз или образование рубцов – еще один прооксидантный симптом. Например, отложение меди в тканях глаза или халькоз стекловидного тела связаны с выраженным фиброзом стекловидного тела, так же как и отложение железа в тканях глаза. Цирроз печени считается основным симптомом болезни Вильсона. Фиброз легких, вызванный паракватом и противоопухолевым средством блеомицином, предположительно возникает из-за прооксидантных свойств этих веществ. Вероятно, окислительный стресс, наступающий под действием химических агентов, имитирует нормальный физиологический сигнал для образования миофибробластов из фибробластов.

## Прооксидантные витамины
Витамины, которые обеспечивают восстановительные реакции, могут функционировать как прооксиданты. Витамин С проявляет антиоксидантную активность, когда восстанавливает окислители, такие как перекись водорода, тем не менее он также может восстанавливать ионы металлов, что приводит к образованию свободных радикалов посредством реакции Фентона.
2 Fe2+ + 2 H2O2 → 2 Fe3+ + 2 OH· + 2 OH−
2 Fe3+ + аскорбат → 2 Fe2+ + дегидроаскорбат
Ион металла в этой реакции может восстанавливаться, окисляться, а затем повторно восстанавливаться в процессе окислительно-восстановительного цикла, который производит активные формы кислорода.
Относительная значимость антиоксидантной и прооксидантной активности витаминов-антиоксидантов в настоящее время входит в сферу актуальных исследований. Например, витамин С оказывает на организм в большей степени антиоксидантное действие. Но по другим пищевым антиоксидантам пока собрано мало информации - это касается полифенольных антиоксидантов, цинка и витамина Е.

## Применение в медицинских целях
Несколько эффективных противораковых агентов связываются с ДНК и генерируют активные формы кислорода. К ним относятся адриамицин и другие антрациклины, блеомицин и цисплатин. Эти вещества оказывают специфический вид токсического воздействия на раковые клетки, так как опухоли обладают низким уровнем антиоксидантной защиты. Последние исследования показывают, что окислительно-восстановительная дисрегуляция, возникающая из метаболических изменений, а также зависимости от митогенных сигнальных путей и сигналов выживания через активные формы кислорода, говорит о характерной уязвимости злокачественных клеток. Они избирательно могут стать мишенями для прооксидантных негенотоксических химиотерапевтических препаратов, инициирующих окислительно-восстановительные реакции.
Фотодинамическая терапия – метод лечения онкологических и других видов заболеваний. В ходе этого процесса в организм вводят фотосенсибилизаторы, которые затем облучают светом определенной длины волны. Свет возбуждает фотосенсибилизаторы, заставляя генерировать активные формы кислорода, которые повреждают и разрушают пораженные болезнью или нежелательные ткани.
Прооксиданты усиливают окислительный стресс в опухолевых клетках при меланоме, нарушая их адаптивные антиоксидантные механизмы и потенциально повышая эффективность противоопухолевой терапии, особенно на поздних стадиях заболевания и при резистентных формах.